# Aleksandr Vvedenskij

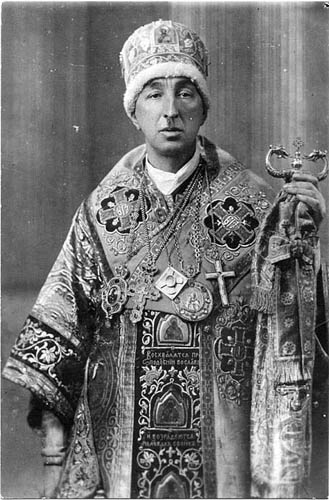
Aleksandr Vvedenskij

Aleksandr Ivanovitj Vvedenskij (ryska: Александр Иванович Введенский), född 30 augusti 1889 i Vitebsk, död 26 juli 1946 i Moskva, var en rysk kyrkoman.
Vvedenskij valde genom att ingå äktenskap den sekulärprästerliga banan (andligt namn Jevdokim). Redan 1918 gjorde han sig bemärkt genom en skarp skrift mot Roms unionsförsök. När den kommunistiske prästen Krasnitskij och den liberale biskopen Antonin bildat "den levande kyrkan", anslöt sig Vvedenskij dit och formade dess program, som han 1922 publicerade i "Chicago Daily News".
Det var Vvedenskij, som den 12 maj 1922 tvingade patriarken Tichon att tills vidare avstå från kyrkoledningen. Vvedenskij blev den levande kyrkans främsta kraft, glödande vältalig och religiös som han var. Han genomdrev Tichons avsättning på det andra allryska kyrkomötet 1923 och den heliga synodens återställande som ryska kyrkans högsta organ. Då kyrkomötet upphävde celibattvånget för det högre klerus, kunde Vvedenskij vigas till biskop och blev snart metropolit i Moskva.
Då den levande kyrkan urartade i radikal politik, skilde sig Vvedenskij från Krasnitskij och Antonin, vilka förlorade allt inflytande. Efter Tichons död, i april 1925, kunde Vvedenskij samla omkring 25 procent av Rysslands andliga till en ny grupp, den reformerade ortodoxa hierarkin, som erkände den ekumeniske patriarken i Konstantinopel, ville ordna förhållandet till staten genom ett konkordat (därför även kallad "konkordatkyrkan"), bekämpade den ateistiska propagandan och höll det viktiga tredje allryska kyrkomötet i Moskva i oktober 1925.